# Temelucha cariniscutis
Temelucha cariniscutis är en stekelart som först beskrevs av Cameron 1907.  Temelucha cariniscutis ingår i släktet Temelucha och familjen brokparasitsteklar. Inga underarter finns listade i Catalogue of Life.